# Classe Basset
La classe Basset  est une classe de chalutiers militaires  construite avant la Seconde Guerre mondiale par la Royal Navy, la Marine royale canadienne, la Marine royale indienne.

## Histoire
Les navires ont été conçus pour être utilisés comme dragueur de mines mais aussi pour la lutte anti-sous-marine. La conception répondait à la demande de l 'Amirauté d'utiliser un modèle de chalutier pouvant être adapté aux besoins de la marine de guerre et construit sur des chantiers civils.

La commande de cette classe a été réalisée en Grande-Bretagne pour la Royal Navy, au Canada pour la Marine royale canadienne et en Inde pour la Marine royale indienne.

## Royal Navy
Deux navires ont été construits par le chantier naval Henry Robb, Ltd de Leith
Le Basset était au charbon et le Mastiff au mazout. Ils sont aussi appelés Dog class .
- HMT Basset (T68) : 1935-1947
- HMT Mastiff (T10) : 1938-1939

Après le début de la guerre, le HMT Basset servit de prototype pour une série de Chalutiers de l'Amirauté (Admiralty class trawler) répartie en plusieurs classes : Classe Tree, Classe Dance, Classe Shakespearian et classe Isles.

## Marine Royale canadienne
Quatre unités ont été construites sur différents chantiers canadiens en tant que chalutier-dragueur de mines connu aussi sous le nom de Classe Fundy (en). Leurs coques étaient renforcées pour pouvoir naviguer en eau glacée.
- HMCS Comox (J64)
- HMCS Fundy (J88)
- HMCS Gaspe (J94)
- HMCS Nootka (J35)

Pendant les années de guerre 16 autres unités, portant des noms canadiens, furent commandées pour la Royal Navy dont 8 furent transférées à la Marine royale canadienne. Ils étaient aussi appelés classe Isles canadienne.

## Marine royale indienne
Un total de 50 navires ont été commandés (dont plus de la moitié ont été annulés), seulement 22 ont été achevés au cours de la guerre. Ces navires portaient des noms de villes indiennes. Ils étaient aussi appelés classe Isles ou classe Basset indienne.
- Agra (T254)
- Ahmedabad (T264)
- Amritsar (T261)
- Baroda (249)
- Berar (T256)
- Calcutta (T339)
- Cochin (T315)
- Cuttack (T251)
- Karachi (T262)
- Lahore (T253)
- Lucknow (T267)
- Madura (T268)
- Multan (T322)
- Nagpur (T269)
- Nasik  (T268)
- Patna (T255)
- Peshawar (T263)
- Poona (T260)
- Quetta (T332)
- Rampur (T212)
- Shillong (T250)
- Travancore (T312)